# Премия «Оскар» за лучший литературный первоисточник
Премия «Оскар» за лучший литературный первоисточник — награда Американской академии киноискусства, присуждавшаяся с первой церемонии вплоть до двадцать девятой. Премию получал автор оригинального литературного материала, на основе которого базировался сценарий художественного фильма. В 1958 году эта категория была упразднена в пользу номинации за лучший оригинальный сценарий, учреждённой с 1941 года.

## 1929—1930
1929
- Победитель — Подполье — Бен Хект
- Номинанты:
  - Последний приказ — Лайош Биро

1930-I
- Награда не вручалась

1930-II
- Награда не вручалась

## 1931—1940
1931
- Победитель — Утренний патруль — Джон Монк Сондерс
- Номинанты:
  - Ворота в ад — Роуланд Браун
  - Враг общества — Кубек Глэзмон, Джон Брайт
  - Отступные деньги — Люсьен Хаббард, Джоз Джексон
  - Смех — Джерри д’Аббади д’Арраст, Даглас З. Доути, Дональд Огден Стюарт

1932
- Победитель — Чемпион — Фрэнсис Марион
- Номинанты:
  - Звёздный свидетель — Люсьен Хаббард
  - Леди и джентльмен — Гроувер Джонс, Уильям Слэвенс МакНатт
  - Сколько стоит Голливуд? — Адела Роджерс Сент Джонс, Джейн Мёрфин

1934
- Победитель — Путешествие в одну сторону — Роберт Лорд
- Номинанты:
  - Боксёр и леди — Фрэнсис Марион
  - Распутин и императрица — Чарльз МакАртур

1935
- Победитель — Манхэттенская мелодрама — Артур Сезар
- Номинанты:
  - Самая богатая девушка в мире — Норман Красна
  - Убежище — Мори Грашин

1936
- Победитель — Подлец — Чарльз МакАртур, Бен Хект
- Номинанты:
  - Бродвейская мелодия 1936 года — Мосс Харт
  - Весёлый обман — Дон Хартман, Стивен Эйвери
  - Джимены — Дэррил Ф. Занук

1937
- Победитель — Повесть о Луи Пастере — Пьер Коллингз, Шеридан Гибни
- Номинанты:
  - Великий Зигфелд — Уильям МакГуайр
  - Сан-Франциско — Роберт Хопкинс
  - Три милые девушки — Аделе Коммандини
  - Ярость — Норман Красна

1938
- Победитель — Звезда родилась — Роберт Карсон, Уильям Уэллман
- Номинанты:
  - В старом Чикаго — Нивен Буш
  - Жизнь Эмиля Золя — Хайнц Хэралд, Геза Хэрчег
  - Сто мужчин и одна девушка — Ханс Крели
  - Чёрный легион — Роберт Лорд

1939
- Победитель — Город мальчиков — Элинор Гриффин, Дор Шэри
- Номинанты:
  - Ангелы с грязными лицами — Роуланд Браун
  - Без ума от музыки — Марселла Бёрк, Фредерик Конер
  - Блокада — Джон Хоуард Лоусон
  - Лётчик-испытатель — Фрэнк Уид
  - Регтайм-бэнд Александра — Ирвинг Берлин

1940
- Победитель — Мистер Смит едет в Вашингтон — Льюис Фостер
- Номинанты:
  - Любовный роман — Лео Маккэри, Милдред Крам
  - Мать-одиночка — Феликс Джексон
  - Молодой мистер Линкольн — Ламар Тротти
  - Ниночка — Мельхиор Ленгайел

## 1941—1950
1941
- Победитель — Воскресни, любовь моя — Бенджамин Глейзер, Джон Толди
- Номинанты:
  - Моя любимая жена — Лео Маккэри, Белла Спевак, Сэмюэл Спевак
  - Товарищ Икс — Уолтер Райш
  - Человек с Запада — Стюарт Лейк
  - Эдисон — человек — Хьюго Батлер, Дор Шэри

1942
- Победитель — А вот и мистер Джордан — Гарри Сигалл
- Номинанты:
  - Познакомьтесь с Джоном Доу — Ричард Коннелл, Роберт Преснелл
  - Леди Ева — Монктон Хофф
  - Ночной поезд в Мюнхен — Гордон Уэллсли
  - С огоньком — Билли Уайлдер, Томас Монро

1943
- Победитель — 49-я параллель — Эмерик Прессбургер
- Номинанты:
  - Весь город говорит — Сидни Хармон
  - Гордость янки — Пол Гэллико
  - Праздничная гостиница — Ирвинг Берлин
  - Янки Дудл Денди — Роберт Бакнер

1944
- Победитель — Человеческая комедия — Уильям Сароян
- Номинанты:
  - Война в Северной Атлантике — Гай Джилпатрик
  - Пункт назначения — Токио — Стив Фишер
  - Тень сомнения — Гордон МакДонелл
  - Чем больше, тем веселее — Фрэнк Росс, Роберт Расселл

1945
- Победитель — Идти своим путём — Лео МакКэри
- Номинанты:
  - Никто не уйдёт живым — Альфред Нойманн, Джозеф Тан
  - Парень по имени Джо — Дэвид Боэм, Чендлер Спрэг
  - Салливаны — Эдвард Доэрти, Жюль Шермер
  - Спасательная шлюпка — Джон Стейнбек

1946
- Победитель — Дом на 92-й улице — Чарльз Бут
- Номинанты:
  - Любовные приключения Сьюзан — Ласло Горог, Томас Монро
  - Орден для Бенни — Джон Стейнбек, Джек Вагнер
  - Песня на память — Эрнст Маришка
  - Цель — Бирма — Альва Бесси

1947
- Победитель — Совершенные незнакомцы — Клеманс Дейн
- Номинанты:
  - Каждому своё — Чарльз Брэккетт
  - Странная любовь Марты Айверс — Джек Патрик
  - Тёмное зеркало — Владимир Познер
  - Чужестранец — Виктор Тривас

1948
- Победитель — Чудо на 34-й улице — Валентин Дэвис
- Номинанты:
  - Клетка для соловья — Жорж Шапро, Рене Уилер
  - Катастрофа: История женщины — Дороти Паркер, Фрэнк Кэветт
  - Поцелуй смерти — Елиазар Липски
  - Это случилось на Пятой авеню — Герберт Клайд Льюис, Фредерик Стефани

1949
- Победитель — Поиск — Ричард Швайцер, Дэвид Векслер
- Номинанты:
  - Красные башмачки — Эмерик Прессбургер
  - Красная река — Борден Чейз
  - Луизианская история — Роберт Флаэрти, Фрэнсис Флаэрти
  - Обнажённый город — Мэлвин Уолд

1950
- Победитель — История Страттона — Даглас Морроу
- Номинанты:
  - Белая горячка — Вирджиния Келлогг
  - Пески Иводзимы — Гарри Браун
  - Приходи в конюшню — Клэр Бут Люс
  - Это случается каждой весною — Валентин Дэвис, Ширли Смит

## 1951—1957
1951
- Победитель — Паника на улицах — Эдна Анхальт, Эдвард Анхалт
- Номинанты:
  - Горький рис — Джузеппе де Сантис, Карло Лидзани
  - Загадочная улица — Леонард Шпигельгласс
  - Стрелок — Уильям Бауэрс, Андре де Тот
  - Когда Вилли возвращался домой — Сай Гомберг

1952
- Победитель — Семь дней до полудня — Джеймс Бернард, Пол Ден
- Номинанты:
  - Водолазы — Оскар Миллард
  - Жених возвращается — Роберт Рискин, Лиам О’Брайен
  - Тереза — Альфред Хэйс, Стюарт Стерн
  - Тореадор и Леди — Бадд Беттикер, Рэй Назарро

1953
- Победитель — Величайшее шоу мира — Фрэнк Кэветт, Фредерик Фрэнк, Теодор Сент-Джон
- Номинанты:
  - Гордость Сент-Луиса — Гай Троспер
  - Мой сын Джон — Лео МакКэри
  - Снайпер — Эдна Анхальт, Эдвард Анхалт
  - Узкая грань — Мартин Голдсмит, Джек Леонард

1954
- Победитель — Римские каникулы — Далтон Трамбо
- Номинанты:
  - Маленький беглец — Рэй Эшли, Морис Энгел, Рут Оркин
  - Рай капитана — Алек Коппел
  - Сначала и потом — Бьерн Лэй-мл.
  - Хондо — Луис Ламур

1955
- Победитель — Сломанное копьё — Филип Йордан
- Номинанты:
  - Запрещённые игры — Франсуа Буайе
  - Нет такого бизнеса, как шоу-бизнес — Ламар Тротти
  - Ночные люди — Джед Харрис, Том Рид
  - Хлеб, любовь и фантазия — Этторе Маргадонна

1956
- Победитель — Люби меня или покинь меня — Дэниэл Фукс
- Номинанты:
  - Баран с пятью ногами — Жан Марсан, Анри Труайя, Жак Перре, Анри Верней, Рауль Плокен
  - Бунтарь без причины — Николас Рэй
  - Стратегическое воздушное командование — Бьерн Лэй-мл.
  - Частные войны майора Бенсона[англ.] — Джо Коннелли[англ.], Боб Мошер[англ.]

1957
- Победитель — Отважный — Далтон Трамбо
- Номинанты:
  - Высшее общество — Эдвард Бёрндс, Элвуд Уллман (неофициальная номинация)[1]
  - Гордецы — Жан-Поль Сартр
  - История Эдди Дучина — Лео Кэтчер
  - Умберто Д. — Чезаре Дзаваттини